# Pulaski, Virginia
Pulaski är administrativ huvudort i Pulaski County i Virginia. Orten har fått sitt namn efter militären Kazimierz Pułaski. Vid 2010 års folkräkning hade Pulaski 9 086 invånare. Pulaski har varit huvudort i countyt sedan 1894 och domstolsbyggnaden byggdes 1895–1896.